# La siega del heno
La siega del heno (en neerlandés, De Hooi-oogst) es una obra del pintor Pieter Brueghel el Viejo, perteneciente al ciclo de seis obras sobre los «Meses» del año. Representa los meses de junio y julio. Mide 114 cm de alto por 158 cm de ancho. Es un óleo sobre tabla, pintado en el año 1565. El cuadro forma parte de la colección de la familia Lobkowicz en el palacio Lobkowicz del Castillo de Praga, República Checa.
De Brueghel se conservan cuarenta pinturas autógrafas, según la última monografía del pintor (Manfred Sellink, 2007); doce de ellas están en el Museo de Historia del Arte de Viena. Si se añade, como número cuarenta y uno, El vino de la fiesta de San Martín, sólo tres de sus cuadros estarían en manos privadas: El vino de la fiesta de San Martín, el Borracho en la cochiquera y esta obra, La siega del heno de 1565, de la colección Lobkowitz de Praga.
De esta misma serie sobre las Estaciones o los Meses, quedan otras cuatro pinturas, todas ellas del año 1565:
- Día triste o Día nublado (febrero-marzo), Museo de Historia del Arte de Viena
- Los cosechadores (agosto-septiembre), Museo Metropolitano de Arte, Nueva York
- El regreso de la manada (octubre-noviembre), Museo de Historia del Arte de Viena
- Los cazadores en la nieve (diciembre-enero), Museo de Historia del Arte de Viena

Se supone que está perdido un sexto cuadro, que representaría los meses de abril y mayo.